# Patata rossa di Cetica
La patata rossa di Cetica è una varietà di patata tipica di Cetica, nel Pratomagno Casentinese, in Toscana. Si hanno notizie certe sulla produzione di questa patata sin dai primi anni del Novecento; si pensa che possa derivare dalla varietà scozzese Red King Edward.
La zona di coltivazione riguarda aree collinari, al di sopra dei 500 m s.l.m. e richiede terreni sciolti, sabbiosi, con un buon contenuto di sostanza organica.

## Caratteristiche
La forma è rotondeggiante, la buccia è di colore rosso chiaro mentre la polpa è bianca con sfumature rosse di aspetto compatto.

## Storia
La coltivazione della patata rossa di Cetica fu intensificata da un editto dei Lorena, all'inizio del XIX secolo, per far fronte alle continue carestie ed epidemie che affliggevano la popolazione del Granducato di Toscana. La produzione dunque incrementò soprattutto nelle zone montane e a Cetica in particolare, dove non era solo merce ad uso degli abitanti, ma divenne anche merce di scambio. Le patate venivano piantate ai primi di maggio e raccolte a fine settembre.

## Utilizzi
La patata rossa di Cetica viene utilizzata soprattutto per la produzione di gnocchi e di tortelli di patate. Regge molto bene la cottura ed ha un gusto fine e delicato.

## Consorzio Patata Rossa di Cetica
Il Consorzio Patata Rossa di Cetica è nato il 30 maggio 2005 da un'azione congiunta tra l'Associazione "I Tre Confini" e quella della "Patata di Cetica", insieme a Coldiretti e CIA di Arezzo. L'obiettivo è quello di valorizzare e promuovere questa tipica varietà di patata, nonché commercializzarla mantenendo il marchio originale e cercando di ottenere quello europeo della D.O.P. Inoltre il consorzio afferma necessari per la coltivazione ambiente, altitudine, clima e terreno specifico in grado di dare al tubero le sue principali caratteristiche organolettiche: infatti è stato sostenuto uno scambio di semi con le patate di Sicilia e di Puglia per osservare in che modo variano le caratteristiche organolettiche dei tuberi, in funzione di terreno e ambiente. Alla produzione della patata rossa, il consorzio tenta di affiancare anche quella di alcune varietà di legumi (fagiolo di Garliano, fagiolo coco nano e cece piccolo del Pratomagno), alcune varietà quasi scomparse di mele (mela nesta e mela ruggina), la produzione di nocciole e castagne (queste ultime usate anche per ricavare l'omonima farina mediante l'essiccazione nei seccatoi a legna e la macinatura nel mulino a pietra dei Grifoni, presente a Pagliericcio).

## Riconoscimenti
La Patata rossa di Cetica è stata riconosciuta Arca del Gusto di Slow Food.